# Поль Меріс
Поль Меріс (або Поль Мерісс, фр. Paul Meurisse; 21 грудня 1912, Дюнкерк — 19 січня 1979, Нейї-сюр-Сен) — французький актор. Упродовж кар'єри знявся у понад 60 фільмах та взяв участь у безлічі сценічних постановок. Відрізнявся елегантним стилем гри та різнобічністю. Міг однаково добре грати як комедійні, так і серйозні драматичні ролі. Його ролі в кіно варіювалися від кумедних і суто комічних до загрозливих та неприємних. Найзнаменитіша роль Меріса — садистський та мстивий директор школи у фільмі 1954 року «Дияволиці».

## Ранні роки та початок кар'єри в шоу-бізнесі
Меріс народився в Дюнкерку на північному сході Франції, виріс на острові Корсика, куди його батько, банківський менеджер, був переведений, коли Меріс був ще зовсім маленьким. Після закінчення школи Меріс переїхав у Екс-ан-Прованс, де влаштувався клерком у нотаріальній конторі. Його пристрастю була сцена, вечорами він почав працювати в кордебалеті у спектаклях-ревю у мюзик-холі.
1936 — переїхав до Парижа, де знайшов роботу в музичних театрах та нічних клубах, з'являвся на одній сцені з Марі Дюба. Він спеціалізувався на тому, що брав веселі, оптимістичні пісні та співав їх у комічно-песимістичній, похмурій манері.
1939 — зустрів Едіт Піаф, та на кілька місяців вони стали коханцями. Піаф, однак, не бачила для Меріса майбутнього як співака та підбурювала його спробувати сили в акторській справі.

## Кінокар'єра
Першу кінороль Поль отримав у фільмі Vingt-quatre heures de perm, що був знятий 1941 року, але не виходив до 1945. Першим фільмом з його участю, який вийшов на екрани, був Ne bougez plus (1941). З того часу його акторські послуги мали високий попит, 1948 року був у титрах семи фільмів. Меріс грав найрізноманітніші ролі, від гангстерів (Macadam, Impasse des Deux-Anges) та поліцейських (Inspecteur Sergil, Le Dessous des cartes) до комедійних (фільми із серії «Монокль») та історичних (La Castiglione, L'Affaire des poisons). Якість фільмів була різною, але різнобічність Меріса призводила до того, що його виступ часто вважали найкращою частиною в посередній картині.
Найвідомішою роллю Меріса була роль Мішеля Деласаля у трилері Анрі-Жоржа Клузо 1954 "Дияволиці" (з Сімоною Синьйорі і Вірою Клузо). У вкрай несимпатичній ролі Меріс був переконливим. Фільм зі своєю темною, клаустрофобною атмосферою мав міжнародний успіх. Крім того, це був один із перших фільмів іноземною мовою, який отримав широкий прокат в англомовних країнах. Він і зараз залишається тим фільмом, за яким Меріса найбільше знають.
Список інших помітних картин з участю Меріса включає інквізиційну та гнітючу "Марі-жовтень" Жюльєна Дювів'є (1959), "Сніданок на траві" Жана Ренуара (1959), судову драму Анрі-Жоржа Клузо "Істина" (1960) та детективний трилер "Друге дихання" (1966). Також Меріс тричі грав команданта Теобальда Дромара на прізвисько Монокль у шпигунських комедіях Le monocle noir (1961), L'oeil du monocle (1962), Le monocle rit jaune (1964). Фільм "Армія тіней", у якому Меріс грав головну роль, випущений у Великій Британії та США на DVD з назвою Army of Shadows, отримав схвалення критиків.

## Театральна кар'єра
Меріс грав у безлічі театральних постановок, від п'єс Марселя Ашара і Жана Ануя до Шекспіра та Джорджа Бернарда Шоу. Усередині 1950-х років Меріс був соцієтером Комеді Франсез.

## Особисте життя
Меріс був одружений тричі: з Мішель Альфа (фр. Michèle Alfa; одружилися 1942, розлучилися), Мішлін Шейрель (фр. Micheline Cheirel; одружилися 1951, розлучилися; до нього вона була одружена з британським актором Джоном Лодером) та Мішлін Гарі (фр. Micheline Gary; з 1960 до своєї смерті).

## Смерть
Мерісу стало погано після виступу в паризькому театрі Еберто (фр. Théâtre Hébertot), помер 19 січня 1979 від серцевого нападу, пов'язаного з астмою. Йому було 66 років.